# Amaia Romero Arbizu
Amaia Romero Arbizu   (Pamplona, 3 de gener de 1999), coneguda simplement com a Amaia, és una cantant navarresa.
Es va donar a conèixer després de participar en Operación Triunfo 2017, on va arribar fins a la final i va ser proclamada guanyadora. A més, va ser seleccionada junt al seu company d'edició Alfred García per representar Espanya al Festival de la Cançó d'Eurovisió 2018 amb «Tu canción», composta per Raúl Gómez i Sylvia Santoro.

## Biografia
Amaia Romero va néixer el 3 de gener de 1999 a la ciutat de Pamplona, Navarra. Filla d'Ángel i Javiera, Amaia pertany a una família de músics, en la qual destaca el seu oncle Joaquín, que va ser gerent de l'Orfeó Pamplonès des de 2008 fins 2016, a més de l'Orquestra Pablo Sarasate durant dos anys. Va ser qui va descobrir que, quan era petita, tenia oïda absoluta.
Per part de la família materna, Amaia és neboda de Carmen Arbizu, catedràtica de cant del Conservatori Superior de Música de Navarra des de l'any 1990. Allà hi cursa els estudis superiors de piano, un dels diversos instruments que toca.
La jove, encara que establerta al barri de Mendillorri, Pamplona, va passar bona part de la seva infantesa a Sorauren, on hi anava cada dissabte per esmorzar en la casa que posseïen els seus besavis. També solia visitar Lodosa, on va cantar en diverses ocasions quan era petita.

## Carrera musical

### 2010-2016: Inicis
El 2010, amb 11 anys, va participar en el talent show infantil Cántame una canción de Telecinco, on va cantar junt a David Civera i Sergio Rivero, guanyador d'Operación Triunfo 2005. El 2011, va ser una dels dos guanyadors de la beca de Rock Camp 2011, de manera que va participar en el campament entre 2011 i 2012.

El 2012 va participar en la primera edició d' El número uno, on va aconseguir la seva entrada amb la seva interpretació del tema «Here Comes the Sun» junt al seu ukelele. Després de sis setmanes al concurs, Amaia va ser expulsada quan competia amb Alberto Pestaña, el concursant més veterà, per la permanència. El jurat estava format per importants cantants espanyols com David Bustamante, Ana Torroja, Miguel Bosé, Natalia Jiménez i Mónica Naranjo, que va dedicar unas tendres paraules a la jove:
«Per l'experiència que jo he tingut, per tot el que he vist, si les persones adultes no estem preparades per a l'èxit, imagineu una nena. Amaia, et juro que t'estic fent el favor de la teva vida. Ara que ets jove, si fas una pausa i ho reprens d'aquí a uns quants anys, aleshores volaràs, però si et quedes aquí, tan petita com ets, et devoraran. Em perdones? Jo sé que és bo per a tu. Sé que serà el millor. Ens veurem en uns anys i ja veuràs com t'anirà bé.»
Curiosament, Mónica Naranjo va formar part del jurat d'Operación Triunfo 2017, edició en què participaria Amaia.
Després d'uns anys de formació, Amaia va col·laborar amb la banda navarra Lemon y Tal en la cançó «Cicatrices de mi realidad».

### 2017-2018:Operación Triunfoi Eurovisió
El 2017, Amaia Romero es va presentar al càsting d'Operación Triunfo, concurs musical que hi tornava després de sis anys sense emissió. La cantant va ser seleccionada i va actuar per primer cop al plató d'Operación Triunfo el 23 d'octubre de 2017, amb la cançó «Starman» de David Bowie. A pesar de ser proposada pel jurat per no entrar al concurs, va ser salvada pels professors de l'acadèmia. Al llarg del seu pas pel programa, també va ser proposada com a favorita del públic durant diverses setmanes, on va aconseguir ser-ho en tres ocasions.
El 15 de gener de 2018, Amaia va esdevenir finalista del concurs gràcies als 40 punts (màxima puntuació de la història del programa) atorgats pels membres del jurat del programa. Més endavant, el 5 de febrer del mateix any, va ser proclamada com a guanyadora de l'edició amb un 46% dels vots.
D'altra banda, pel fet d'haver sigut una de les cinc finalistes d' Operación Triunfo, va ser candidata a representar Espanya al Festival de la Cançó d'Eurovisió 2018. Així, van assignar-li els temes «Al cantar», composta per Rozalén i que va defensar en solitari, i «Tu canción», composta per Raul Gómez i Sylvia Santoro, que va cantar junt al seu company Alfred García. Aquesta última va ser finalment l'escollida amb el 43% dels vots per representar Espanya el mes de maig a Lisboa, on van quedar en 23a posició, de 26 països, amb 61 punts (43 del jurat professional i 18 del televot).

### 2018-present: Inici carrera musical
El 31 de maig de 2018 va actuar en la divuitena edició del festival Primavera Sound de Barcelona al costat de la banda catalana The Free Fall Band. La jova navarresa també s'ha vist implicada en col·laboracions amb altres artistes com Rozalén, Zahara, Judith Neddermann, Belize i Love of Lesbian.

### Inici carrera actriu
Amaia actua per primer cop com actriu per a la sèrie de Javier Ambrossi i Javier Calvo, La Mesías de Movistar+. Pel papel de Cecilia Puig Baró, Amaia va aconseguir una nominació als Premis Feroz com a millor actriu de repartiment.

## Estil musical
Tot i la seva joventut, Amaia Romero posseeix amplis coneixements musicals, a causa de la seva formació acadèmica al conservatori i a la seva gran afició a escoltar qualsevol gènere de música. Els seus cantants preferits són The Beatles i Marisol. Amaia és també una gran aficionada al flamenc.
Durant la seva estada a l'acadèmia, l'Amaia va demostrar durant el seu temps lliure la seva gran versatilitat al piano, ja que va interpretar diversitat de temes de diferents estils.

## Discografia

### Àlbums
- 2019: «Pero no pasa nada»
- 2022: «Cuando no sé quién soy»
- 2025: 《 Si abro los ojos no es real》

### Senzills
- 2018: «Tu canción» (amb Alfred García)
- 2019: «El relámpago»
- 2019: «Nadie podría hacerlo»
- 2019: «Quedará en nuestra mente»

#### Senzills promocionals
- 2018: «Un nuevo lugar»

#### Col·laboracions
- 2018: «Al cantar» (amb Rozalén)
- 2018: «Perdona (Ahora sí que sí)» (amb Carolina Durante)
- 2018: «Et Vull Veure» (amb Alfred García)
- 2020: «El Encuentro» (amb Alizzz)